# Ruta Provincial E 82 (Córdoba)
La Ruta Provincial E-82 es una carretera de jurisdicción provincial, ubicada en el Valle de Calamuchita, de la Provincia de Córdoba, en la República Argentina.
Es una ruta de tipo urbano, ya que su trazado está totalmente desarrollado dentro de la ciudad de Santa Rosa de Calamuchita (12.395 habitantes).
Su trazado, de apenas unos 5 km, se inicia en la intersección de la  RP 5 (km 87)  con la Avenida Fuerza Aérea, continuando por esta última, hasta intersectar la Avenida Giagetto, allí continúa su curso hacia la izquierda por dicha avenida, costeando el río Santa Rosa, hasta alcanzar la Avenida Córdoba. Continúa por ella (que tras cruzar la calle Mendoza cambia su nombre por Malvinas Argentinas), alcanza la Avenida Cura Brochero por donde se continúa hasta alcanzar la Avenida Independencia. Allí tuerce su curso hacia el sur, hasta encontrar la rotonda en la que confluye esta avenida con la calle Estanislao Baños, la calle Alfonsina Storni y la Avenida Intendente Angel Llanos. Se continúa por esta avenida hasta alcanzar la rotonda que se ubica en el kilómetro 90 de la  RP 5  nuevamente.

## Recorrido
|  | CONTgq | ABZq+lr | CONTfq |

|  |  | STR |

|  |  | STR |

|  |  | STR |

|  |  | STR |

|  |  | STR |

|  | CONTgq | SHI4gl+lq | CONTfq |